# 3805 Goldreich
3805 Goldreich este un asteroid din centura principală, descoperit pe 28 februarie 1981 de Schelte Bus.